# Ice Age 4: Jorden skakar loss
Ice Age 4: Jorden skakar loss (engelska: Ice Age: Continental Drift) är en amerikansk datoranimerad komedifilm som hade biopremiär i USA den 13 juli 2012, regisserad av Steve Martino och Mike Thurmeier, och producerad av Blue Sky Studios.

## Handling
Manny, Diego och Sid påbörjar ett nytt äventyr efter att hela deras kontinent har drabbats av en stor jordbävning, orsakad av en viss ekorres jakt på ett ekollon. Med ett isberg som skepp stöter de på flera havsdjur och slåss mot pirater när de utforskar en helt ny värld.

## Rollista

### Engelska röster
- Ray Romano – Manny[3]
- John Leguizamo – Sid[3]
- Denis Leary – Diego[3]
- Queen Latifah – Ellie[3]
- Seann William Scott – Crash[3]
- Josh Peck – Eddie[3]
- Chris Wedge – Scrat[4]
- Karen Disher – Scratte[5]
- Keke Palmer – Peaches[3]
- Jennifer Lopez – Shira[3]
- Drake – Ethan[3]
- Peter Dinklage – Captain Gutt[3][6]
- Aziz Ansari – Squint[7][8]
- Wanda Sykes – Granny[3][8]
- Nicki Minaj – Hailey[9]
- Ester Dean – Sloth Siren[10]
- Rebel Wilson – Raz[11][8]
- Joy Behar – Eunice[4][12]
- Nick Frost – Flynn[4][8]
- Heather Morris – Katie[4][13][14]
- Josh Gad – Louis[4]
- Ally Romano – Meghan
- Alan Tudyk – Milton[4]
- Kunal Nayyar – Gupta[4]
- Alain Chabat – Silas[4][8]
- Eddie "Piolín" Sotelo – Fungus
- Ben Gleib – Marshall[15]
- Patrick Stewart – Ariscratle

### Svenska röster[16]
- Björn Granath – Manny
- Robert Gustafsson – Sid
- Reine Brynolfsson – Diego
- Jennie Jahns – Ellie
- Fredrik Gillinger – Crash
- Andreas Nilsson – Eddie
- Urban Wrethagen – Kapten Sprätt
- Irene Lindh – Mommo
- Mikaela Ardai Jennefors – Kiwi
- Lisa Werlinder – Shira
- Andreas Andersson – Flynn
- Niklas Gabrielsson – Squint

Övriga röstskådespelare
- Daniel Sjöberg
- Happy Jankell
- Kristian Ståhlgren
- Stephan Karlsén
- Nina Söderquist
- Jens Hultén
- Ulf Isenborg
- Åsa Fång
- Viktor Åkerblom
- Disa Dyall
- Niji Dyall Price
- Rebecca Svensk

## Om filmen
- Filmen hade Sverigepremiär den 27 juni 2012.[17]